# 터치 / 유메노츠즈키
〈터치 / 유메노츠즈키〉(タッチ／夢の続き)는 2005년 9월 7일에 발매된 윤하의 네 번째 싱글이다. 첫 트랙 〈タッチ〉(터치)는 이와사키 요시미의 히트곡을 리메이크 한 곡이다. 수록된 2곡 모두 영화 《터치》 삽입곡으로 사용되었다.

## 트랙 리스트
1. タッチ (터치)
2. 夢の続き (유메노츠즈키)
3. タッチ (instrumental) (터치 (instrumental))
4. 夢の続き (instrumentral) (유메노츠즈키 (instrumentral))